# Blommersia grandisonae
Blommersia grandisonae es una especie de anfibios de la familia Mantellidae.
Es endémica de Madagascar.
Su hábitat natural incluye bosques bajos y secos, ríos, marismas intermitentes de agua dulce y plantaciones. Está amenazada de extinción por la pérdida de su hábitat natural.